# Guilliam Van Deynen
Guilliam Van Deynen, conosciuto durante il suo soggiorno a Genova come Guglielmo Fiammingo (Anversa, 1575 – Bruxelles, 1624), è stato un pittore fiammingo.

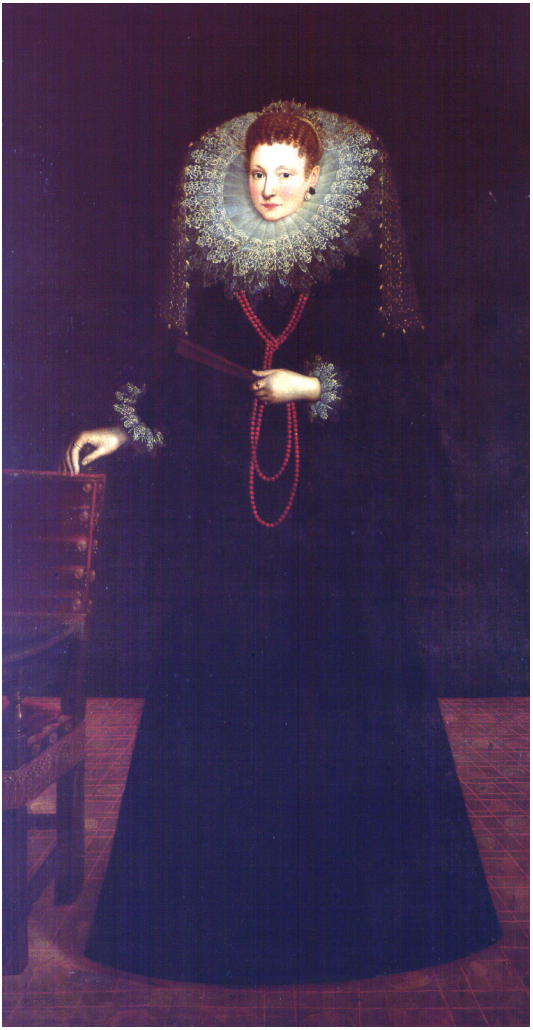
"Ritratto di dama genovese", opera conservata presso la galleria di Palazzo Bianco, Genova.

Era noto anche come Guillaume van Deynen, Willem van Deynen, Guglielmo fiamengo, Guilliam van Deynum, Guillaume van der Haydum e Guilliam van Deynem.

## Biografia
Van Deynen era un pittore fiammingo attivo tra XVI e XVII secolo, iscritto alla Gilda dei pittori di Anversa dal 1596. Nel 1602 venne a Genova, ove aprì bottega impiegandovi anche i due fratelli (Antoon ed un terzo di cui non ci è pervenuto il nome), lavorando per le grandi famiglie nobili cittadine, come i Doria ed i Brignole. Tornò nel capoluogo ligure negli anni 1606-1607.
Dopo l'esperienza italiana, terminata nel 1613, tornò nel nord Europa, a Bruxelles, dove morì nel 1624.

## Opere
- Ricevimento genovese in onore degli arciduchi Alberto e Isabella d'Asburgo alla presenza del doge Lorenzo Sauli (Realizzato insieme ai fratelli), collezione privata[3]
- Ritratto di uomo, 1608, olio su tela, 214x108, Palazzo Bianco, Genova[5]
- Ritratto di dama genovese, 1610, olio su tela, 204x120, Palazzo Bianco, Genova[1]
- Ritratto di dama, Galleria nazionale di palazzo Spinola, Genova[1]
- Cristo nell'orto degli ulivi, 1617, pergamena, 19.5x15.5, Galleria Fischer, Lucerna[6]
- Il doge Agostino Doria con la sua famiglia, collezione Kugel, Parigi[7]